# Desoria neglecta
Desoria neglecta is een springstaartensoort uit de familie van de Isotomidae. De wetenschappelijke naam van de soort is voor het eerst geldig gepubliceerd in 1900 door Schaeffer.